# Manuel Cortés Blanco
Manuel Cortés Blanco (Zaragoza, 1965) es un escritor, médico y psicólogo español. 

## Educación
Doctor en Medicina y Cirugía por la Universidad de Zaragoza, especialista en Medicina Preventiva y Salud Pública, Licenciado en Psicología por la UNED, Máster en Drogodependencias por la Universidad de Barcelona, Máster en Salud Pública por el Instituto de Salud Carlos III, Máster en Epidemiología Aplicada de Campo por el Instituto de Salud Carlos III, Certificado en SIDA por la Universidad de Barcelona y Certificado de Evaluador del Comité Acreditador de la Comisión de Formación Continuada de las Profesiones Sanitarias de la Comunidad Autónoma de Aragón. 

## Carrera
Como médico, ha trabajado de manera preferente los problemas relacionados con el consumo de drogas a lo largo de la Historia, la prevención del tabaquismo, el uso problemático de Internet y la epidemiología de las enfermedades infecciosas. Ha ejercido como profesor en el Instituto Universitario de Drogodependencias de la Universidad Complutense de Madrid (cursos académicos 2002-2012) e impartido clases, entre otras instituciones, en la Escuela Nacional de Sanidad, en la Agencia de Evaluación de Tecnologías Sanitarias o en la Fundación de Ayuda contra la Drogadicción, habiendo sido galardonado con un Premio Nacional Ulysses a la Investigación por su labor científica (Madrid, 2010). Director de tesis y autor de diferentes artículos científicos, ha trabajado también el valor terapéutico del cuento y su importancia en la transmisión de valores entre estudiantes de Enseñanzas Medias, habiendo sido premiado por ello en el XX Symposium Nacional de Pediatría Social (Barcelona, 2010).
Como escritor, se le considera un referente del género denominado Narrativa compuesta o Novela de cuentos. Como cuentacuentos ha formado parte de numerosas antologías y distintos certámenes relacionados con tal actividad: desde aquel primer Salón Internacional del Libro Iberoamericano (Gijón, 2007) hasta el último Cuentacuentos Ambientales del CENEAM (Valsaín, 2024), pasando entre otros muchos por la Feria del Libro de Frankfurt (Frankfurt, 2010) a la que asistió como escritor invitado por el Centro del Libro de Aragón. Sus relatos han sido contados por narradoras como Isamil9 o Vera Kukharava, e ilustrados por artistas como Raquel Ordóñez Lanza o José Manuel Redondo García Lolo. Asimismo, cultiva el género del palíndromo, siendo socio del Club Palindromista Internacional y habiendo participado entre otros en la III Copa del Mundo de Palíndromos REVER.
Vinculado a diferentes organizaciones solidarias, es técnico asesor del Proyecto Los Argonautas -dedicado a la inclusión social de las personas mayores más desfavorecidas-, habiendo colaborado desde su condición de escritor con otras entidades como Aldeas Infantiles SOS, la Fundación Hermanos Pesquero -como coordinador del certamen literario que organiza-, Mundo Ético o el Teléfono de la Esperanza -en ambos, como socio de base y cuentacuentos en festivales solidarios-. A través de la Asociación Activos y Felices, ha sido conferenciante de su ponencia Los siete mandamientos para ser feliz. En noviembre de 2022 recibió el título de Zurito ilustre de la dirección del CEIP Jerónimo Zurita y Castro, de Zaragoza, como alumno ilustre de este colegio con motivo del 50.º aniversario de su inauguración. 
En la actualidad reside en la ciudad de León (España), ejerciendo sus labores de médico en el Servicio de Medicina Preventiva del Complejo Asistencial Universitario de León.

## Obra literaria
- El amor azul marino (Editorial Amares). Tres ediciones: 2005, 2007, 2012 (Edición Kindle). Un paseo a través del cuento por el mundo de los sentimientos.
- Cartas para un país sin magia (Ediciones Irreverentes). Dos ediciones: 2007 (2). Una vuelta al mundo en 21 relatos de un viajero aprendiz de mago.
- Mi planeta de chocolate (Ediciones Irreverentes). Dos ediciones: 2008, 2009. Siete relatos convertidos en novela. Un homenaje al cuento sin ser cuento. Una historia dulce dentro de la Historia más amarga.
- Siete paraguas al sol (Ediciones Irreverentes). Dos ediciones: 2012, 2013. Siete hermanas, siete ciudades, siete relatos. Y otras tantas historias que acabarán convirtiéndose en una: la nuestra.
- Nanas para un Principito (MAR Editor). Seis ediciones: 2014 (2), 2019, 2024 (2), 2025. Cuentos para mayores que cuentan cuentos a los pequeños.
- Catorce lunas llenas (Ayuntamiento de Miguelturra). Dos ediciones: 2016, 2017. Vivencias, cuentos e ilustraciones para sentir y pensar.
- El amor en los tiempos del Mindfulness (Ayuntamiento de Miguelturra). Dos ediciones: 2019, 2020. Siete cuentos ilustrados con dos finales, dentro de una historia para pensar, sorprenderse y sonreír.
- Catorce lunas menguantes (MAR Editor). Cuatro ediciones: 2020, 2021, 2024, 2025; transcrito al sistema Braille por la ONCE en 2022. Cuentos en modo Verde para salvar un planeta Azul.
- Cuentos de carbón (Mariposa Ediciones). Dos ediciones: 2022, 2024. Inventario por relatos de la mitología minera en el Reino de León.
- Catorce lunas nuevas (Undergraf). Una edición: 2023. Tus cuentos, viajes y vivencias desde otra perspectiva: la mía.
- Catorce lunas crecientes (Editorial Péndula). Cuatro ediciones: 2024 (3), 2025. Vivencias, relatos y reflexiones para un viaje a tu felicidad.
- Cuentos de carbonilla (Mariposa Ediciones). Una edición: 2024. Nuevo catálogo por relatos de la mitología minera en el Reino de León.

## Antologías y colaboraciones
- Microantología del Microrrelato II (Ediciones Irreverentes. Madrid, 2010).
- Microantología del Microrrelato III (Ediciones Irreverentes. Madrid, 2011).
- Praga, antología de relatos (MAR Editor. Madrid, 2013).
- Cuentos desde la diversidad (Libros del Innombrable. Zaragoza, 2013).
- Cuentos para compartir (Autoedición. Zaragoza, 2013).
- Cinco cuentos en tu mano (Fundación JuanSoñador. León, 2014).
- Antología de Comedia y de Humor (Ediciones Irreverentes. Madrid, 2015).
- Corazón de nube (Fundación Charín. León, 2015).
- Estampas de mayores (Ayuntamiento de León. León, 2016).
- Lisboa, antología de relatos (MAR Editor. Madrid, 2016).
- X Aniversario Relatos breves "El tren y el viaje" (Renfe Cercanías Madrid. Madrid, 2016).
- Valladolid, antología de relatos (MAR Editor. Madrid, 2016).
- Londres, antología de relatos (MAR Editor. Madrid, 2017).
- Somos diferentes (MAR Editor. Madrid, 2017).
- Faros de esperanza (VIII Festival Internacional de Poesía y Artes "Grito de Mujer". León, 2018).
- Castilla y León, puerta de la Historia (MAR Editor. Madrid, 2018).
- Yo grito por mí (IX Festival Internacional de Poesía y Artes "Grito de Mujer". León, 2019).
- Historias del Románico (MAR Editor. Madrid, 2020).
- Las crónicas del Coronavirus (Ediciones Irreverentes. Madrid, 2020).
- La memoria del jardín (Escarlata Ediciones. Barcelona, 2020).
- ¿Quién grita por ti? (X Festival Internacional de Poesía y Artes "Grito de Mujer". Ponferrada, 2020).
- Contar con los derechos. Los derechos humanos no son un cuento (UNED. Madrid, 2022).
- Relats d'esport (Silva Editorial. Constantí, 2023).
- Madre de la Tierra (XIII Festival Internacional "Grito de Mujer". León, 2023).
- Castilla y León, territorio mítico (MAR Editor. Madrid, 2023).
- Ensayos para Unir (Fundación UNIR. Zaragoza, 2023).
- I Residencia de Literatura y Medio Ambiente (Centro Nacional de Educación Ambiental. Valsaín, 2023).
- El verano de tu vida (MAR Editor. Madrid, 2024).
- Palabras desde Celama. Tributo a Luis Mateo Díez (Asociación Verso Abierto. Madrid, 2025).
- Bibliobús en verso (Instituto Leonés de Cultura. León, 2025).

## Reconocimientos literarios
- Premio Literario Amares (2005).
- Finalista del II Premio Internacional Vivendia de Relato (2008).
- VI Premio Nacional de Novela Ciudad Ducal de Loeches (2011).
- XXXVIII Certamen Literario "Carta Puebla", XV de Cuentos (2016).
- Primer premio del X Certamen de Relatos Breves "Un tren, un viaje, una historia", organizado por RENFE-Cercanías (2016).
- Primer premio del VII Concurso "Cuentos de Carnaval", organizado por la Asociación Cultural La Colodra (2018).
- Mención especial en Concurso de Relatos "Historias de mujeres mayores que viven solas", organizado por Accem ONG (2018).
- XLI Certamen Literario "Carta Puebla", XVI de Cuentos (2019).
- Primer premio del IX Concurso "Cuentos de Carnaval", organizado por la Asociación Cultural La Colodra (2020).
- II Premio Liliput de Narrativa Joven (2020).
- Mención especial en XI Premio Internacional de Literatura Palindrómica REVER (2021).
- Primer premio del Primer Concurso de Buenas Prácticas en Humanización en Asistencia Sanitaria (Proyecto "Déjame que te cuente"), organizado por la Gerencia Regional de Salud de Castilla y León (2023).
- I Residencia Literatura y Medio Ambiente CENEAM, organizada por el Centro Nacional de Educación Ambiental (2023).
- Finalista del Primer Premio Piñe de Medicina Preventiva y Comunitaria (Proyecto "Déjame que te cuente"), organizado por la empresa Gus&Flowers (2025).

## Crítica
Respecto a su ópera prima El amor azul marino, el poeta José Mañoso la definió como "un libro de historias sencillas, no exentas de poesía, que llevarán al lector a vivir una experiencia límite en un auténtico cántico a la vida".
Para el novelista Santiago Morata, Cartas para un país sin magia constituye "un libro de viajes y sentimientos a partes iguales. Combina la sencillez de un ser sin maldad con la complejidad de los sentimientos que describe, resultando difícil alcanzar tal profundidad con tan pocas palabras y sin caer en tópicos".
Sobre Mi planeta de chocolate, el jurado del Premio Vivendia hizo la reseña siguiente: "Extraordinarias descripciones del alma infantil, la intrahistoria del pueblo o de la guerra, muerte y espíritus conturbados por la violencia del mundo, todo a través de la vivencias de un huérfano que podría ser cualquiera de nosotros... Y una forma de ver la vida: ante cualquier dilema, tomar siempre la opción que tenga chocolate. Su estilo es realista y directo, matizado por un fuerte aliento espiritual que le lleva a indagar en las esencias de la vida".
De Siete paraguas al sol, la escritora Pilar Moros publicó que es "un viaje inolvidable por las estaciones del alma. Un origen con un punto de partida, un reencuentro en el mismo lugar, donde siete paraguas se transmutan para ser el símbolo del amor y la unión... La magia de la literatura es poder transmitir realidades distintas, Manuel Cortés escribe para compartir; recuerdos, sueños e ilusiones, y algún cuento alrededor de un tazón de chocolate. Y quizás un solo relato de esta novela pueda cambiar la perspectiva de vida de cada persona que lo lea, forjando una esperanza nueva que le ayude a vivir con una sonrisa. Es su deseo y lo comparto con él".
En cuanto a Nanas para un Principito, Susana Hernández reseñó que "estamos ante lo que deben ser los cuentos y las historias de tradición oral... Un niño que crece y un padre que rejuvenece para encontrar el punto exacto en el que quererse".